# Leubang
Leubang is een bestuurslaag in het regentschap Simeulue van de provincie Atjeh, Indonesië. Leubang telt 831 inwoners (volkstelling 2010).